# Phthiridium phillipsi
Phthiridium phillipsi är en tvåvingeart som först beskrevs av Scott 1925.  Phthiridium phillipsi ingår i släktet Phthiridium och familjen lusflugor. Inga underarter finns listade i Catalogue of Life.